# Цона Сан Пјетро (Павија)
Цона Сан Пјетро је насеље у Италији у округу Павија, региону Ломбардија.
Према процени из 2011. у насељу је живело 170 становника. Насеље се налази на надморској висини од 97 м.